# Levier
Levier ist eine französische Gemeinde mit 2.345 Einwohnern (Stand 1. Januar 2022)
im Département Doubs in der Region Bourgogne-Franche-Comté. Sie gehört zum Kanton Frasne im Arrondissement Pontarlier.
Sie entstand mit Wirkung vom 1. Januar 2017 als namensgleiche Commune nouvelle durch die Zusammenlegung der früher selbstständigen Gemeinden Levier und Labergement-du-Navois, denen in der neuen Gemeinde der Status einer Commune déléguée nicht zuerkannt wurde. Der Verwaltungssitz befindet sich im Ort Levier.

## Gliederung
| Ortsteil                 | ehemaliger INSEE-Code | Fläche (km²) | Höhenlage (m) | Einwohnerzahl (2016) | Dichte (Einw. je km²) |
| ------------------------ | --------------------- | ------------ | ------------- | -------------------- | --------------------- |
| Labergement-du-Navois00  | 25319                 | 06,74        | 697–832       | 0114                 | 16,9                  |
| Levier (Verwaltungssitz) | 25334                 | 37,60        | 679–901       | 2055                 | 54,7                  |

## Geographie
Levier liegt auf 718 m über dem Meeresspiegel, etwa 19 Kilometer westnordwestlich der Stadt Pontarlier (Luftlinie). Das Dorf erstreckt sich im Jura, inmitten des weiten Hochplateaus von Levier, das zum zweiten Plateau des Juras gehört, östlich der Karstquelle des Lison.
Die Fläche des 44,34 km² großen Gemeindegebiets umfasst einen Abschnitt des französischen Juras. Der Hauptteil des Gebietes wird vom Hochplateau von Levier eingenommen, das durchschnittlich auf 730 m liegt und eine Breite von rund 5 km aufweist. Es ist überwiegend von Wiesland bedeckt, zeigt aber auch einige Waldflächen, insbesondere die Forêt de la Joux nordöstlich des Dorfes und die Forêt de Levier im Westen. Das gesamte Gebiet besitzt keine oberirdischen Fließgewässer, weil das Niederschlagswasser im verkarsteten Untergrund versickert. Im Süden bilden der Höhenrücken der Forêt de Maublin und des Bois de la Chapelle (894 m) die Abgrenzung des Plateaus und den Übergang zur Hochebene von Arlier. Die nördliche Grenze verläuft auf dem Kamm von Malvaux, auf dem mit 901 m die höchste Erhebung von Levier erreicht wird. Dieser langgezogene Kamm, der in geologisch-tektonischer Hinsicht eine Antiklinale darstellt, ist gemäß der Streichrichtung des Juras in dieser Region in Richtung Westsüdwest-Ostnordost orientiert.
Zu Levier gehören der Weiler Granges-Maillot (780 m) am Südabhang der Höhe von Malvaux sowie einige Einzelhöfe. Nachbargemeinden von Levier sind Labergement-du-Navois, Bolandoz, Reugney und Amathay-Vésigneux im Norden, Septfontaines im Osten, Chapelle-d’Huin und Boujailles im Süden sowie Villers-sous-Chalamont, Villeneuve-d’Amont und Gevresin im Westen.

## Bevölkerungsentwicklung
| Gemeinde                   | Einwohnerzahlen (Census) | Einwohnerzahlen (Census) | Einwohnerzahlen (Census) | Einwohnerzahlen (Census) | Einwohnerzahlen (Census) | Einwohnerzahlen (Census) | Einwohnerzahlen (Census) | Einwohnerzahlen (Census) | Einwohnerzahlen (Census) | Einwohnerzahlen (Census) | Einwohnerzahlen (Census) |
| Gemeinde                   | 1962                     | 1968                     | 1975                     | 1982                     | 1990                     | 1999                     | 2006                     | 2008                     | 2011                     | 2013                     | 2016                     |
| -------------------------- | ------------------------ | ------------------------ | ------------------------ | ------------------------ | ------------------------ | ------------------------ | ------------------------ | ------------------------ | ------------------------ | ------------------------ | ------------------------ |
| Labergement-du-Navois      | 140                      | 109                      | 98                       | 91                       | 103                      | 85                       | 108                      | 112                      | 107                      | 101                      | 114                      |
| Levier                     | 1280                     | 1359                     | 1446                     | 1619                     | 1785                     | 1700                     | 1885                     | 1934                     | 1971                     | 2010                     | 2055                     |
| Levier                     | 1420                     | 1468                     | 1544                     | 1710                     | 1888                     | 1785                     | 1993                     | 2046                     | 2078                     | 2111                     | 2169                     |
| Quellen: Cassini und INSEE |                          |                          |                          |                          |                          |                          |                          |                          |                          |                          |                          |

Die (Gesamt-)Einwohnerzahlen der Gemeinde Levier wurden durch Addition der bis Ende 2016 selbständigen Gemeinden ermittelt.

## Sehenswürdigkeiten

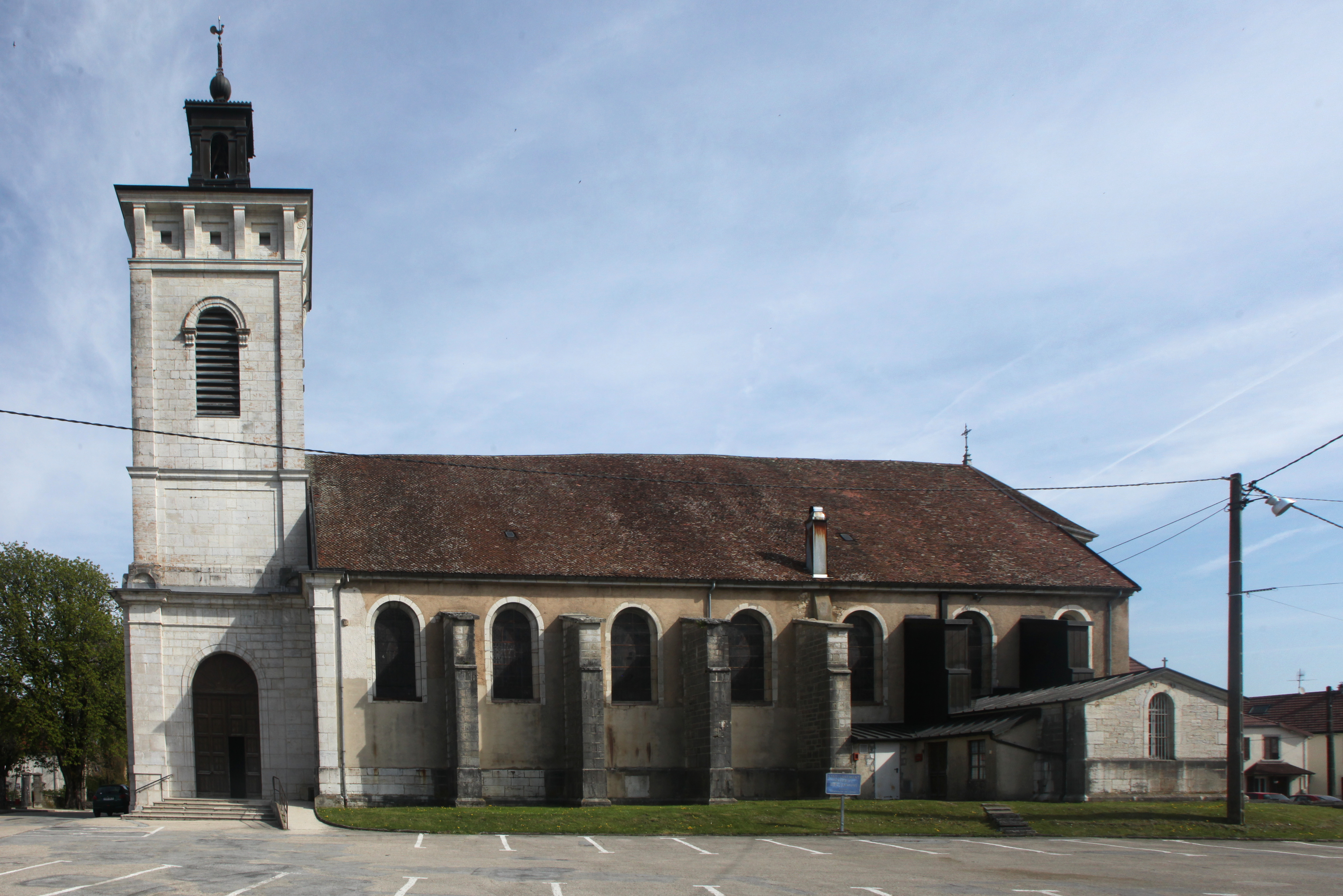
Kirche Saint-Jean-Baptiste

Die Pfarrkirche Saint-Jean-Baptiste in Levier wurde ab 1830 im Stil der Neugotik neu erbaut. Von 1860 stammt das Hôtel de Ville (Rathaus) mit der dahinterliegenden Markthalle. Bei Granges-Maillot sind die Ruinen des ehemaligen Herrschaftssitzes erhalten wie auch das Schloss aus dem 19. Jahrhundert. Einen Besuch wert ist das Musée du Cheval de trait. In Labergement-du-Navois befindet sich die Kirche St-Léonard.

## Wirtschaft und Infrastruktur
Levier war lange Zeit ein vorwiegend durch die Landwirtschaft, insbesondere Milchwirtschaft und Viehzucht, sowie durch die Forstwirtschaft geprägtes Dorf. Heute hat sich das Dorf zu einem regionalen Zentrum entwickelt, das zentralörtliche Funktionen für die Umgebung erfüllt. Es gibt verschiedene Betriebe des Klein- und Mittelgewerbes, vor allem in den Branchen Baugewerbe, Holzverarbeitung, Autozubehörindustrie (Herstellung von Scheibenbremsen) und mechanische Werkstätten sowie zahlreiche Geschäfte des Einzelhandels. Levier verfügt über ein Collège und eine landwirtschaftliche Berufsschule.
Die Ortschaft ist verkehrstechnisch gut erschlossen und bildet einen Knotenpunkt an der Hauptstraße D72, die von Dole via Pontarlier nach Lausanne führt. Weitere Straßenverbindungen bestehen mit Amancey, Frasne, Septfontaines und Villers-sous-Chalamont.